# روي أردن
روي أردن هو مصور كندي، ولد في 1957.